# Ястребцов, Василий Васильевич
Василий Васильевич Ястребцов (Ястребцев) (18 [30] августа 1866, Могилёв, Могилёвская губерния — 25 сентября 1934, Ленинград) — российский и советский музыкальный писатель.

## Биография
Родился Василий Васильевич Ястребцов (Ястребцев) 18 [30] августа 1866 года в городе Могилёв.
В 1890-1891 годах занимался в Петербургской консерватории у И. Ю. Иогансена, затем брал уроки у Н. А. Соколова. Был участником Петербургского общества музыкальных собраний, содействовавшее постановке опер Н. А. Римского-Корсакова и М. П. Мусоргского и пропагандировавшее их. Заведовал музеями М. И. Глинки и А. Г. Рубинштейна в Петроградской консерватории после революции.
Занимался вопросами гармонии и инструментовки.
Ушёл из жизни 25 сентября 1934 года в возрасте 68 лет в Ленинграде.

## Труды
- Николай Андреевич Римский-Корсаков. Очерк его жизни и деятельности. Полный список сочинений, М., 1908
- Мои воспоминания о Николае Андреевиче Римском-Корсакове, вып. 1-2, П., 1917
- Николай Андреевич Римский-Корсаков. Воспоминания, т. 1-2, Л., 1959-60